# 捷列布列诺农村居民点
捷列布列诺农村居民点（俄语：Теребренское сельское поселение）是俄罗斯联邦别尔哥罗德州红亚鲁加区所属的一个农村居民点。其下辖有2个居民点，行政中心为捷列布列诺。据2016年统计，该农村居民点的人口为813人。